# 阿濃
朱溥生（1934年—），筆名阿濃，祖籍江蘇泰興，生於浙江省湖州，為香港男作家、退休教師，近年定居加拿大。

## 背景
阿濃的父親任職於慈善機構，母親任職紗廠女工。他12歲時正就讀一所位於上海市的市立中學，1947年定居香港，1947年至1953年就讀嶺英中學（1953年中六，於同年中文中學會考中取得中文、英文、歷史及物理科「良」等，化學科「優」等成績），1953年升讀葛量洪師範學院（即現今香港教育大學，教育學院前身）。他由1954年起先後於鄉村學校、官立中小學、工業學校和情緒問題兒童學校任教，持續教育工作39年。他曾擔任香港教育專業人員協會理事及監事、香港兒童文藝協會會長以及加華作協副會長。
阿濃曾為十種以上報刊撰寫專欄，亦曾擔任《青年樂園》、《教協報》、《新教育》、《松鶴天地》等報刊編輯。散文、小說、新詩都是阿濃常寫的文學體裁，曾出版文集過百種。其電視劇本《天生我材》獲得「紐約電影電視節銀獎」、「芝加哥電影電視節銀獎」及「國際復康聯會電影節戲劇組亞軍」。多年來有15本著作入選中學生好書龍虎榜之「一本好書」，十度被中學生票選為「最喜愛作家」。而作品又曾獲香港文學雙年獎、冰心兒童文學獎，以及陳伯吹園丁獎。
直至1993年7月，阿濃退休且移居加拿大，除了持續寫作之外，也曾主持電台節目。2009年2月，香港教育學院（現已正名香港教育大學）頒授榮譽院士銜予阿濃以表彰其對教育和教院發展的貢獻。

## 作品列表
1. 《濃情集》
2. 《一刀集》
3. 《得心集》
4. 《點心集》
5. 《點心二集》
6. 《點心三集》
7. 《鐵嘴雞》
8. 《快樂人》
9. 《摘星園》
10. 《有趣集》
11. 《細說心語》棗田(圖)
12. 《天生我材》
13. 《因臭得福》
14. 《香港少女日記》
15. 《好說好說》
16. 《點到即止》
17. 《人間喜劇》
18. 《聽，這蟬鳴！》
19. 《新愛的教育》
20. 《節日情感線》
21. 《童眼看世界》
22. 《癡心留一角》
23. 《新愛的教育》
24. 《比蜜糖還甜》
25. 《波比的詭計》
26. 《假如我是……》
27. 《一百個看不慣》
28. 《一百個看不厭》
29. 《阿濃說故事100》
30. 《漢堡包和叉燒包》
31. 《也想瀟灑走一回》
32. 《是我心上的溫柔》
33. 《生活，一瞬間……》
34. 《笑一笑‧想一想》
35. 《本班最後一個乖仔》
36. 《阿濃與年輕人的真情對話》
37. 《古典今趣──中國人的幽默》
38. 《老井新泉——中國人的智慧》
39. 《去中國人的幻想世界玩一趟》
40. 《聲動千載》
41. 《快樂紅簿仔》
42. 《不一樣的故事》
43. 《童話家VS童畫家》
44. 《洞》
45. 《片刻永恆》
46. 《美麗的中國人》
47. 《幸福窮日子》
48. 《開心家庭啟示錄》
49. 《別罵我膽子小》
50. 《香港兒童文學名家精選》
51. 《日日是好日》
52. 《童年的我 少年的我》
53. 《何紫》
54. 《時間的藝術》
55. 《展眉集》
56. 《何紫散文精選集》
57. 《校園密令谷》
58. 《美言一百》
59. 《共行人生路》
60. 《最後的團圓》
61. 《紅髮安妮》
62. 《阿濃小小說》
63. 《改變世界的超能力》
64. 《我在乎天長地久》
65. 《橡皮擦男孩》
66. 《難忘的故事》
67. 《想當作家不是夢》
68. 《零點五分》
69. 《馬翠蘿》
70. 《阿濃陪你讀唐詩》
71. 《給中學生的信》
72. 《當好學生遇上好老師》
73. 《阿濃》
74. 《流星的女兒》
75. 《馨香盈懷䄂》
76. 《也想瀟灑走一回》
77. 《古典今趣》
78. 《時代新詞》
79. 《假如我是》
80. 《如何浪費時間說明書2.O》
81. 《點到即止》
82. 《青果一集》
83. 《青果二集》
84. 《信是有緣》
85. 《聽君一夕話》
86. 《要你給like的故事》
87. 《字字珠璣》
88. 《阿濃的有情世界》
89. 《意料之外事件簿》

1. 阿濃・阿芸《微雨好風集》
2. 阿濃・馮浪波《含英咀華》一至四集
3. 阿濃・阿貍《惡人》
4. 阿濃・47人等《童年》—《父親與我》
5. 阿濃・（未知）《美麗的香港》
6. 阿濃・會識草蜢的男孩《是我心上的溫柔=It’s my heartwarming tendmess》

1. 音樂劇《濃情集．成長的樂章 （页面存档备份，存于）》，改編自《濃情集》及《聽，這蟬鳴！》

## 外部連結
- 阿濃的Facebook專頁
- 阿濃【濃情集】線上閱讀
- 阿濃【得心集】線上閱讀